# 桑德靈山
47°39′23″N 13°42′51″E / 47.656317°N 13.714263°E

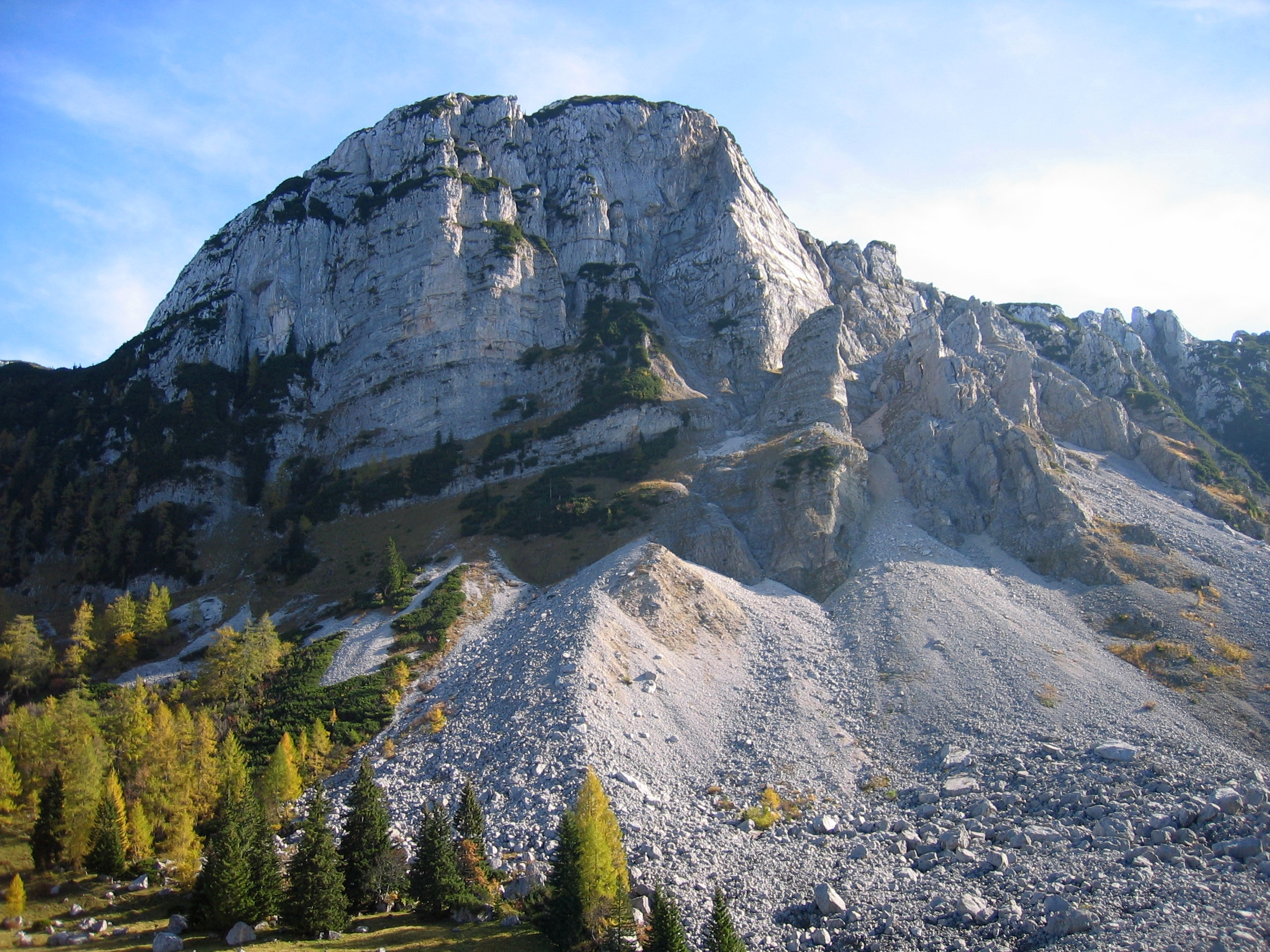

桑德靈山（德語：Sandling），是奧地利的山峰，位於該國東南部，由施泰爾馬克州負責管轄，屬於托特斯山脈的一部分，海拔高度1,717米，每年平均降雨量1,801毫米。